# S/2002 (121) 1

(121) Hermione

S/2002 (121) 1 est un satellite naturel de (121) Hermione.
Il a été découvert avec le Keck II en 2002, son diamètre serait d'environ 13 km de diamètre. Il n'a officiellement pas encore de nom, mais celui de marquis de La Fayette a été proposé[Par qui ?].